# Lanloup
Lanloup [lɑ̃lu] est une commune du département des Côtes-d'Armor, dans la région Bretagne, en France.

## Géographie

### Hydrographie
Pour un article plus général, voir Réseau hydrographique des Côtes-d'Armor.
La commune est située dans le bassin Loire-Bretagne. Elle est drainée par le Kergolo,.

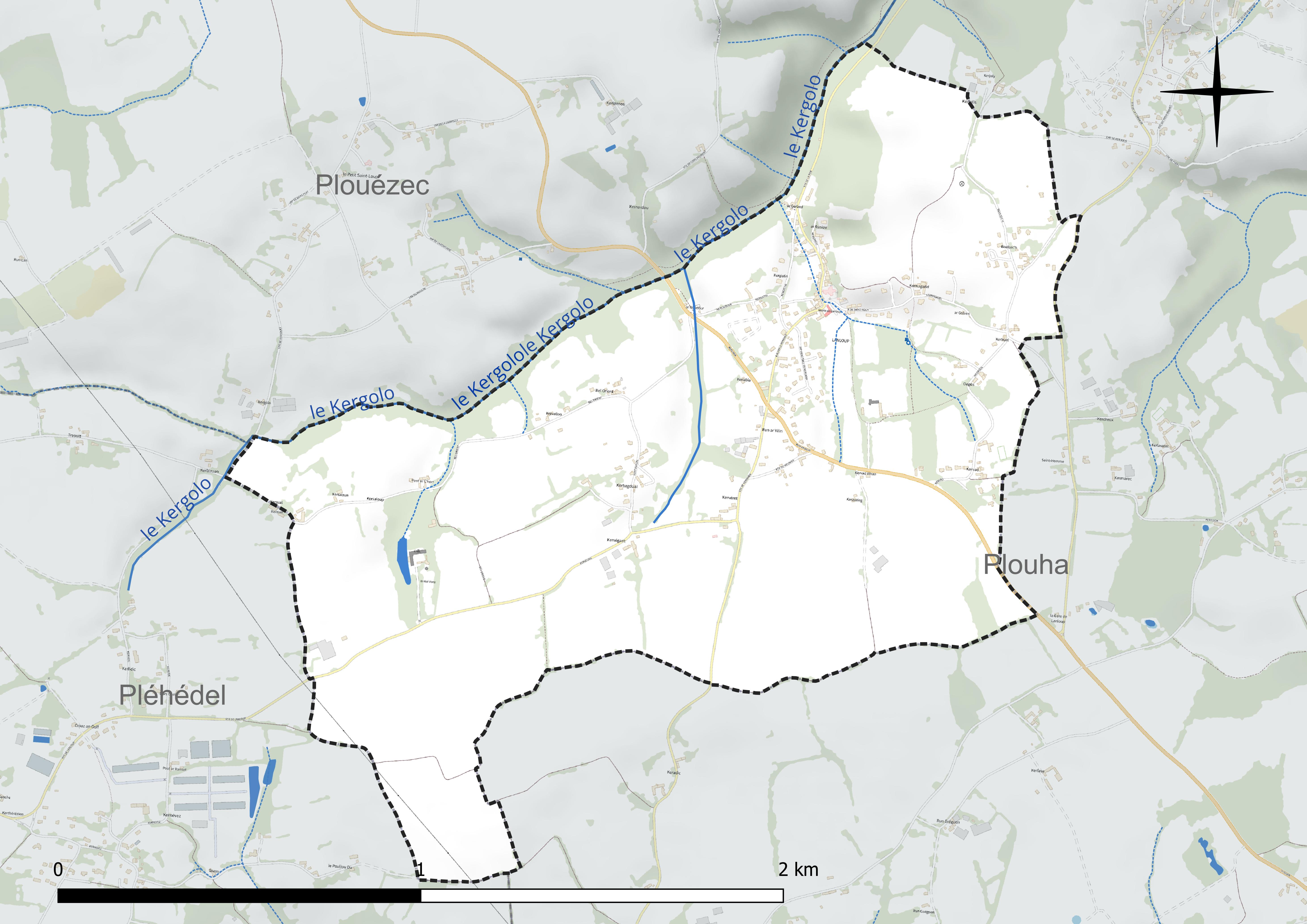
Réseau hydrographique de Lanloup.

### Climat
Pour des articles plus généraux, voir Climat de la Bretagne et Climat des Côtes-d'Armor.
En 2010, le climat de la commune est de type climat océanique franc, selon une étude du Centre national de la recherche scientifique s'appuyant sur une série de données couvrant la période 1971-2000. En 2020, Météo-France publie une typologie des climats de la France métropolitaine dans laquelle la commune est exposée à un climat océanique et est dans la région climatique Finistère nord, caractérisée par une pluviométrie élevée, des températures douces en hiver (6 °C), fraîches en été et des vents forts. Parallèlement l'observatoire de l'environnement en Bretagne publie en 2020 un zonage climatique de la région Bretagne, s'appuyant sur des données de Météo-France de 2009. La commune est, selon ce zonage, dans la zone « Littoral », exposée à un climat venté, avec des étés frais mais doux en hiver et des pluies moyennes.  
Pour la période 1971-2000, la température annuelle moyenne est de 10,9 °C, avec  une amplitude thermique annuelle de 10,4 °C. Le cumul annuel moyen de précipitations est de 735 mm, avec 12,8 jours de précipitations en janvier et 6,5 jours en juillet. Pour la période 1991-2020, la température moyenne annuelle observée sur la station météorologique la plus proche, située sur la commune de Lanleff à 6 km à vol d'oiseau, est de 11,7 °C et le cumul annuel moyen de précipitations est de 845,9 mm,. Pour l'avenir, les paramètres climatiques de la commune estimés pour 2050 selon différents scénarios d'émission de gaz à effet de serre sont consultables sur un site dédié publié par Météo-France en novembre 2022.

## Urbanisme

### Typologie
Au 1er janvier 2024, Lanloup est catégorisée commune rurale à habitat dispersé, selon la nouvelle grille communale de densité à 7 niveaux définie par l'Insee en 2022.
Elle est située hors unité urbaine et hors attraction des villes,.

### Occupation des sols
L'occupation des sols de la commune, telle qu'elle ressort de la base de données européenne d’occupation biophysique des sols Corine Land Cover (CLC), est marquée par l'importance des territoires agricoles (84,7 % en 2018), en diminution par rapport à 1990 (95,6 %). La répartition détaillée en 2018 est la suivante : zones agricoles hétérogènes (52,8 %), terres arables (31,9 %), zones urbanisées (10,9 %), forêts (4,4 %). L'évolution de l’occupation des sols de la commune et de ses infrastructures peut être observée sur les différentes représentations cartographiques du territoire : la carte de Cassini (XVIIIe siècle), la carte d'état-major (1820-1866) et les cartes ou photos aériennes de l'IGN pour la période actuelle (1950 à aujourd'hui).

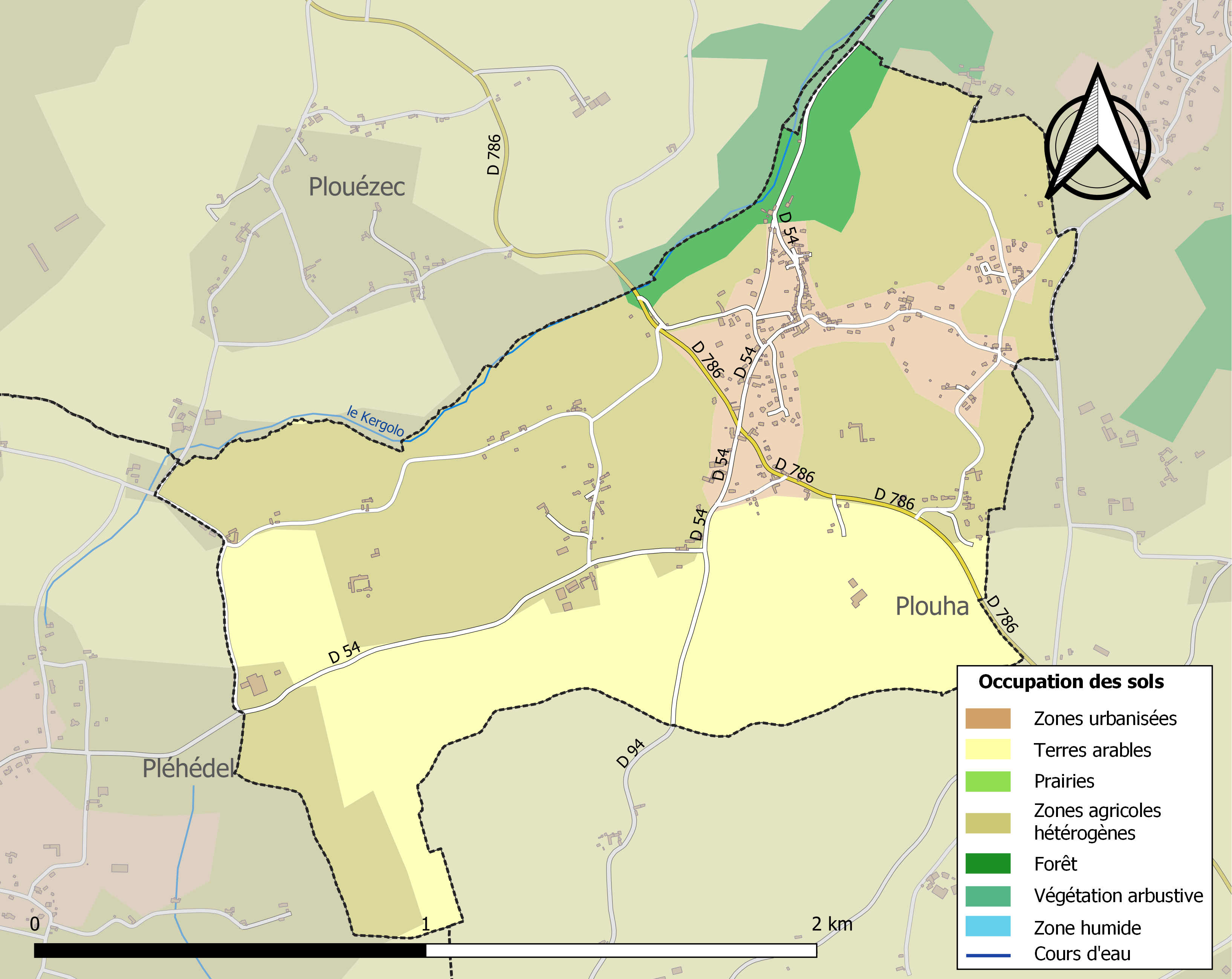
Carte des infrastructures et de l'occupation des sols de la commune en 2018 (CLC).

## Toponymie
Le nom de la localité est attesté sous les formes Lanlop en 1160, Lanloup en 1237, Lanlop en 1239 et en 1252, Lanloup en 1263 et en 1266, Lanlop en 1263, 1266, 1268 et à la fin du XIVe siècle, Sainct Loup en 1478, Lanloup en 1467 et en 1486, Lanlou en 1516, Sainct-Loup en 1536, Lanloup ou Sainct Loup en 1543 et en 1569.
Son nom vient de l'ancien breton lann, qui signifie ermitage, et peut-être de saint Loup de Troyes. Quant à savoir de quel saint Loup il s'agit, comme il y en a plusieurs, les recherches locales supposent que la dédicace serait passée au XII ème de saint Loup de Troyes (fêté le 29 juillet, et qui a participé à l'évangélisation de l'île de Bretagne) à celle de saint Loup de Sens (fêté le 1er septembre comme saint Gilles, dédicace de l'ancienne église avant le XV ème). Ce qui suppose aussi un changement de dédicace de la chapelle voisine de sainte Colombe, qui aurait été une chapelle dédiée auparavant au grand saint Colomban l'Irlandais. Mais les sources anciennes font pour l'instant défaut ; toujours est-il que c'est saint Loup de Sens, grand protecteur de la Bourgogne, qui est le saint officiellement reconnu depuis un millénaire, pour le moins.

## Histoire

### Moyen Âge
Des derniers siècles du Moyen Âge, nous est parvenu un rare registre de baptêmes daté de 1467.

### Ancien Régime
Sous l'Ancien Régime , la paroisse de Lanloup faisait partie du doyenné de Dol relevant de l'évêché de Dol et était sous le vocable de saint Loup. Elle avait comme trève Lanleff. Lanloup appartenait également au comté de Goëlo.

### Révolution française
Au cours de la Révolution française, la commune porta provisoirement les noms de Lanmor et de Tercillat-Pelletier.

### XXesiècle

#### Guerres duXXesiècle
Le monument aux morts porte les noms de vingt-trois soldats et marins morts pour la France :
- dix-neuf durant la Première Guerre mondiale ;
- quatre durant la Seconde Guerre mondiale.

### XXIesiècle
En octobre 2019,  deux cloches de l'église furent démontées pour une rénovation.

## Héraldique
| Blason | Blasonnement : D'azur aux six annelets d'argent ordonnés 3, 2 et 1. |

## Politique et administration

### Liste des maires
| Période                                  | Période               | Identité                     | Étiquette | Qualité |
| ---------------------------------------- | --------------------- | ---------------------------- | --------- | --- |
| Les données manquantes sont à compléter. |                       |                              |           | |
| mai 1884                                 | novembre 1938 (décès) | Pierre Le Cornec (1858-1938) | Rad.      | Agriculteur Conseiller général de Plouha (1910 → 1919) |
| Les données manquantes sont à compléter. |                       |                              |           | |
| mai 1945                                 | mai 1953              | Ernest Rivoallan             | PCF       | |
| mai 1953                                 | mars 1971             | Jean Le Gall                 |           | Boucher |
| mars 1971                                | mars 1977             | M. Le Jan                    |           | |
| mars 1977                                | mars 1983             | Jean Le Gall                 |           | Boucher |
| mars 1983                                | juin 1995             | Louise-Anne Even             |           | Institutrice |
| juin 1995                                | mars 2008             | Hubert Blanchard             |           | Ingénieur agronome retraité Chevalier du Mérite agricole |
| mars 2008                                | mars 2014             | Louise-Anne Even             |           | Retraitée de l'enseignement Adjointe au maire (1995 → 2008) |
| mars 2014                                | En cours              | Yannick Le Bars              | DVD       | Agriculteur 3e vice-président de la CC Paimpol-Goëlo (2014 → 2016) 12e vice-président de Guingamp-Paimpol Agglomération (2020 → 2021) 11e vice-président de Guingamp-Paimpol Agglomération (2021 → ) |

## Démographie
| 1793 | 1800 | 1806 | 1821 | 1831 | 1836 | 1841 | 1846 | 1851 |
| ---- | ---- | ---- | ---- | ---- | ---- | ---- | ---- | ---- |
| 347  | 402  | 403  | 514  | 552  | 559  | 573  | 586  | 552  |

| 1856 | 1861 | 1866 | 1872 | 1876 | 1881 | 1886 | 1891 | 1896 |
| ---- | ---- | ---- | ---- | ---- | ---- | ---- | ---- | ---- |
| 544  | 527  | 502  | 500  | 593  | 611  | 503  | 507  | 460  |

| 1901 | 1906 | 1911 | 1921 | 1926 | 1931 | 1936 | 1946 | 1954 |
| ---- | ---- | ---- | ---- | ---- | ---- | ---- | ---- | ---- |
| 448  | 451  | 444  | 369  | 383  | 377  | 391  | 396  | 358  |

| 1962 | 1968 | 1975 | 1982 | 1990 | 1999 | 2006 | 2011 | 2016 |
| ---- | ---- | ---- | ---- | ---- | ---- | ---- | ---- | ---- |
| 331  | 284  | 236  | 209  | 195  | 214  | 261  | 265  | 230  |

| 2021 | 2022 | - | - | - | - | - | - | - |
| ---- | ---- | - | - | - | - | - | - | - |
| 237  | 251  | - | - | - | - | - | - | - |

## Lieux et monuments

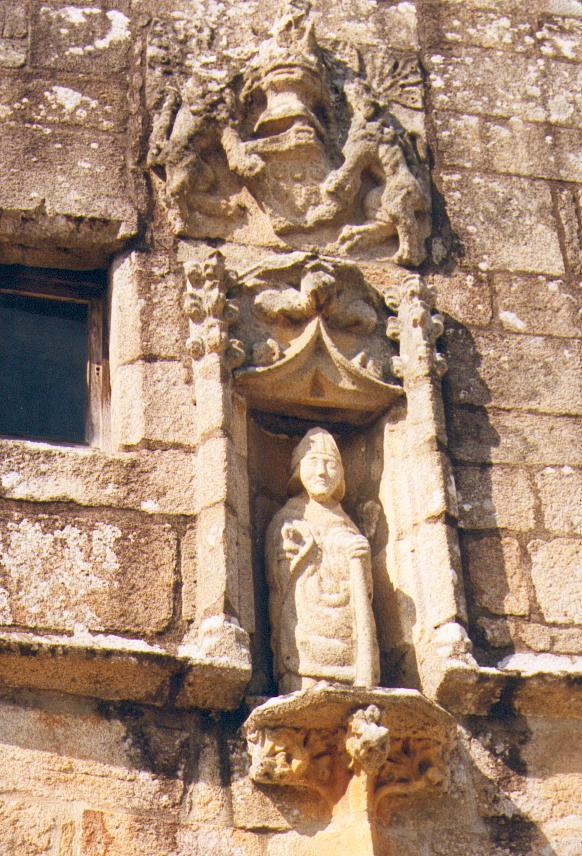
Détail du porche de l'église.

- Église Saint-Loup et son calvaire  Classé MH (1910)[23]

L'église de Lanloup est de style gothique et date du XVe siècle, sans que l'on connaisse la date exacte de son édification. Elle fut remaniée plusieurs fois au XVIIIe siècle. Le porche sud construit vers 1550 à l'emplacement de l'ancienne chapelle dédiée à Saint Gilles abrite les statues des douze apôtres avec leurs attributs. Les quatre évangélistes sont disposés aux quatre coins, reconnaissables par leurs attributs du tétramorphe. Une vierge polychrome du XIVe siècle domine la porte d’entrée de l'église. Ce porche est surmonté de la chambre du conseil de fabrique. À l'extérieur, le porche est orné par un double bandeau de feuillage surmonté d’une niche abritant la statue de saint Loup. De part et d'autre des deux contreforts qui soutiennent le porche siègent les statues de saint Loup à gauche et saint Gilles à droite. Le porche a la particularité de posséder une « boîte à chef », appelée aussi « boîte à crâne », contenant les crânes de personnalités de la paroisse. Cette tradition destinée à honorer la mémoire de défunts importants fait suite à l'interdiction d'inhumation dans le sous-sol des églises, comme c'était le cas depuis le Moyen Âge, prise le 16 août 1719 par arrêté du parlement de Bretagne dans le but de limiter la propagation des épidémies.
Le calvaire date du XVIe siècle mais le socle fut restauré en 1758. Il représente le Christ en croix entre Marie et saint Jean.
L'intérieur de l'église recèle une statuaire riche et abondante. Cette collection bénéficia du transfert de statues issues de la désaffectation de la chapelle Sainte-Colombe, aujourd'hui restaurée. L'église dispose d'une nef, d'un transept et de deux chapelles latérales, dont une abrite les fonts baptismaux en granit. Le maitre-autel est entouré d'un retable du XVIIIe siècle où figurent les statues de saint Loup et de saint Gilles de part et d'autre d'un tableau représentant Jésus 3laissez venir à moi les enfants". Dans l'église sont visibles les statues anciennes de saint Guillaume Pinchon, évêque de Saint Brieuc, saint Blaise, saint Yves, saint Mathurin, sainte Anne, Sainte Marguerite, saint Antoine de Padoue, la Vierge et l'Enfant, Notre-Dame de Bon Voyage. Dans la chapelle du Rosaire, les statues de sainte Apolline et saint Jean trônent sur le retable
Issues de la chapelle Sainte-Colombe, la statue de saint Therizien a rejoint l'édifice. La statue de saint Therizien (ou saint Therezien) en bois polychrome du XVIIe siècle est unique en Bretagne et fut vraisemblablement commanditée par un recteur de Lanloup portant le nom de famille Therezien, courant dans la région du Goëlo. Ce saint d'origine galloise est mentionné comme évêque du Yaudet au VIe siècle.
L'église possède des tableaux remarquables dont celui de Georges Le Tourneur, La Crucifixion et les Donateurs datant de 1634 où figurent le Seigneur Guillaume de Lanloup et son épouse Françoise du Perrier. Ce tableau est classé monument historique depuis 1911.
Les vitraux sont abondamment colorés et représentent sainte Colombe et saint Loup, saint Mathurin et saint Roch, le baptême de Jésus par saint Jean-Baptiste et l'œil de Dieu.

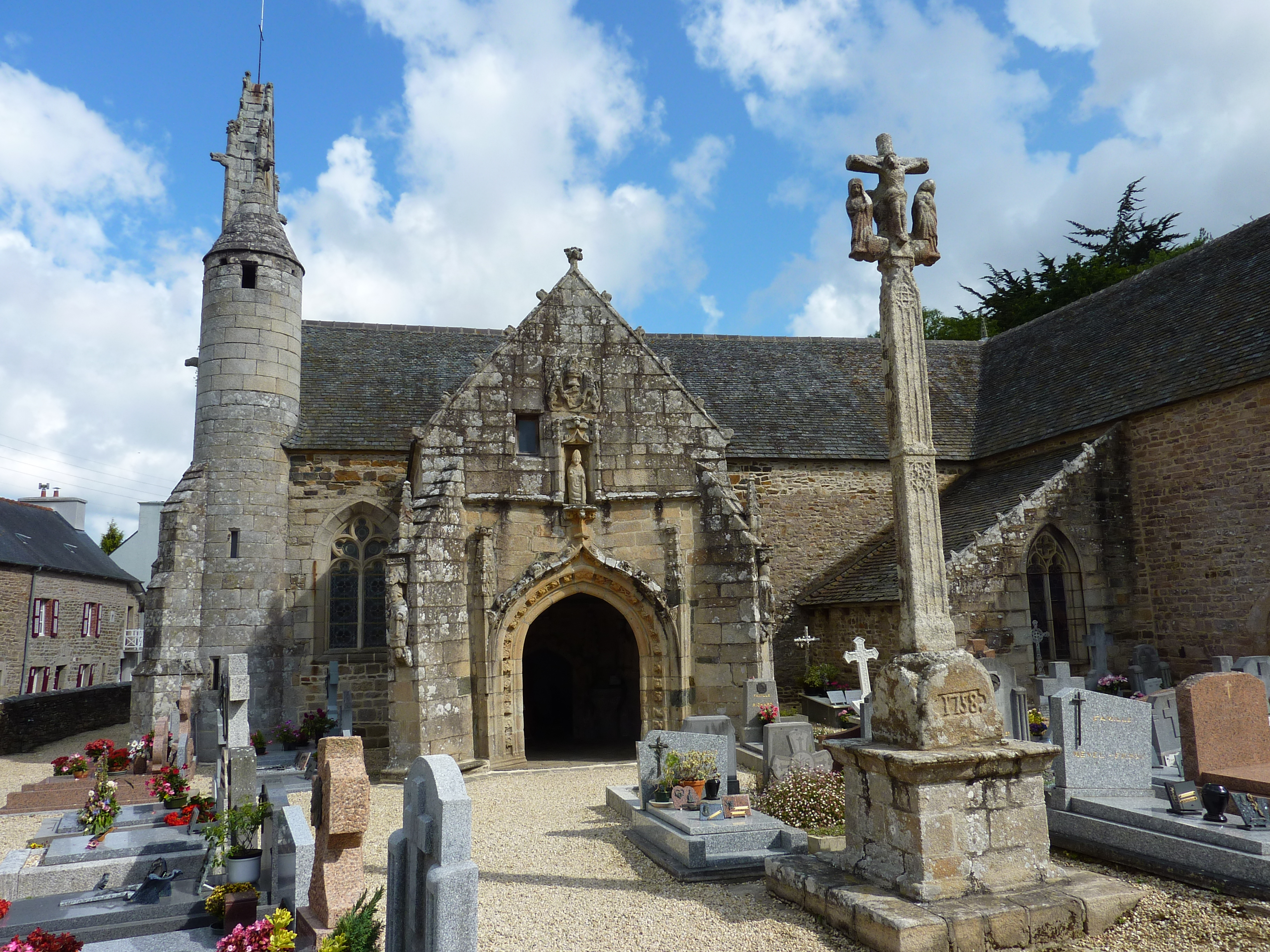
L'enclos paroissial.
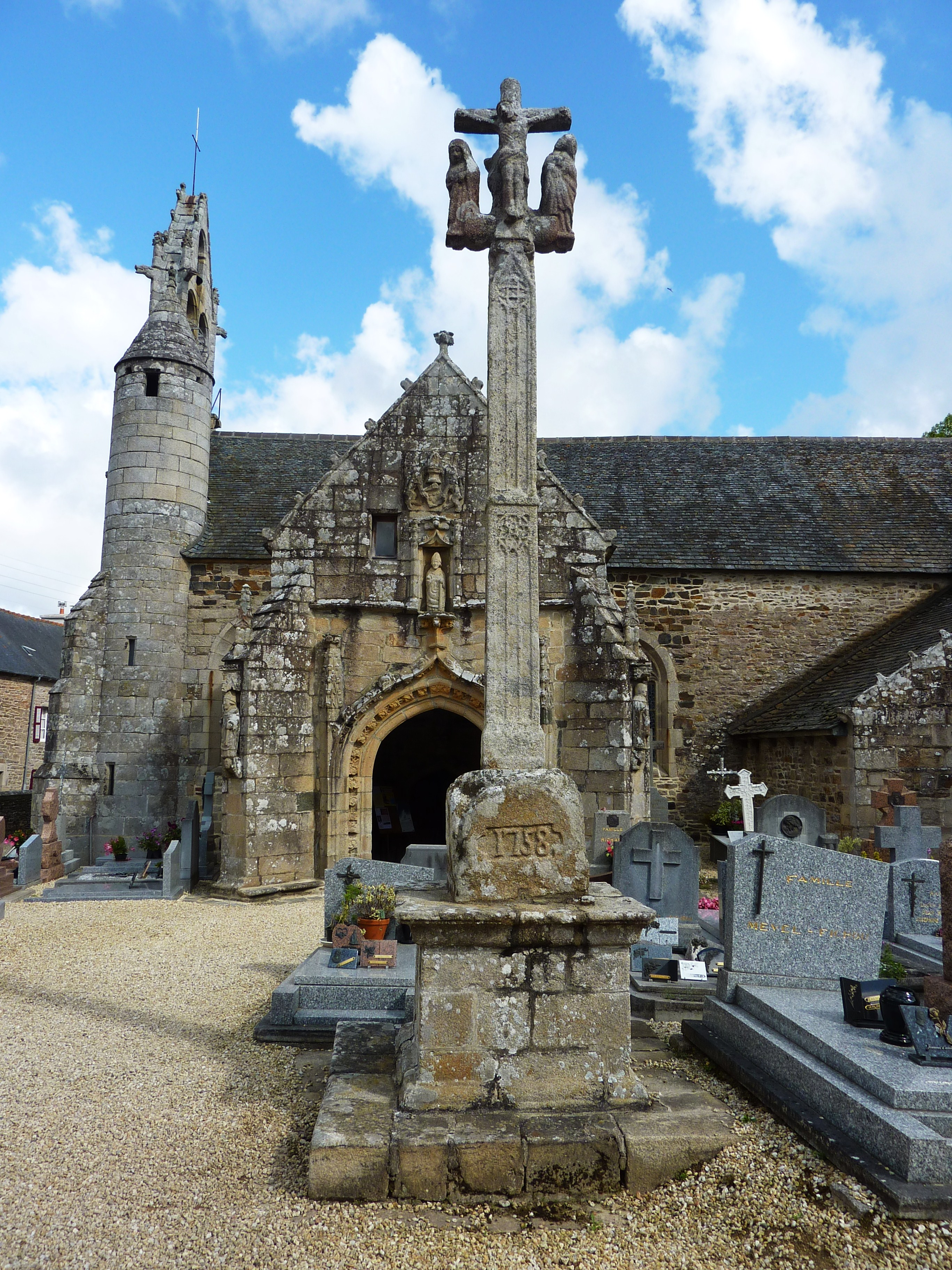
L'enclos paroissial : le calvaire et l'église.
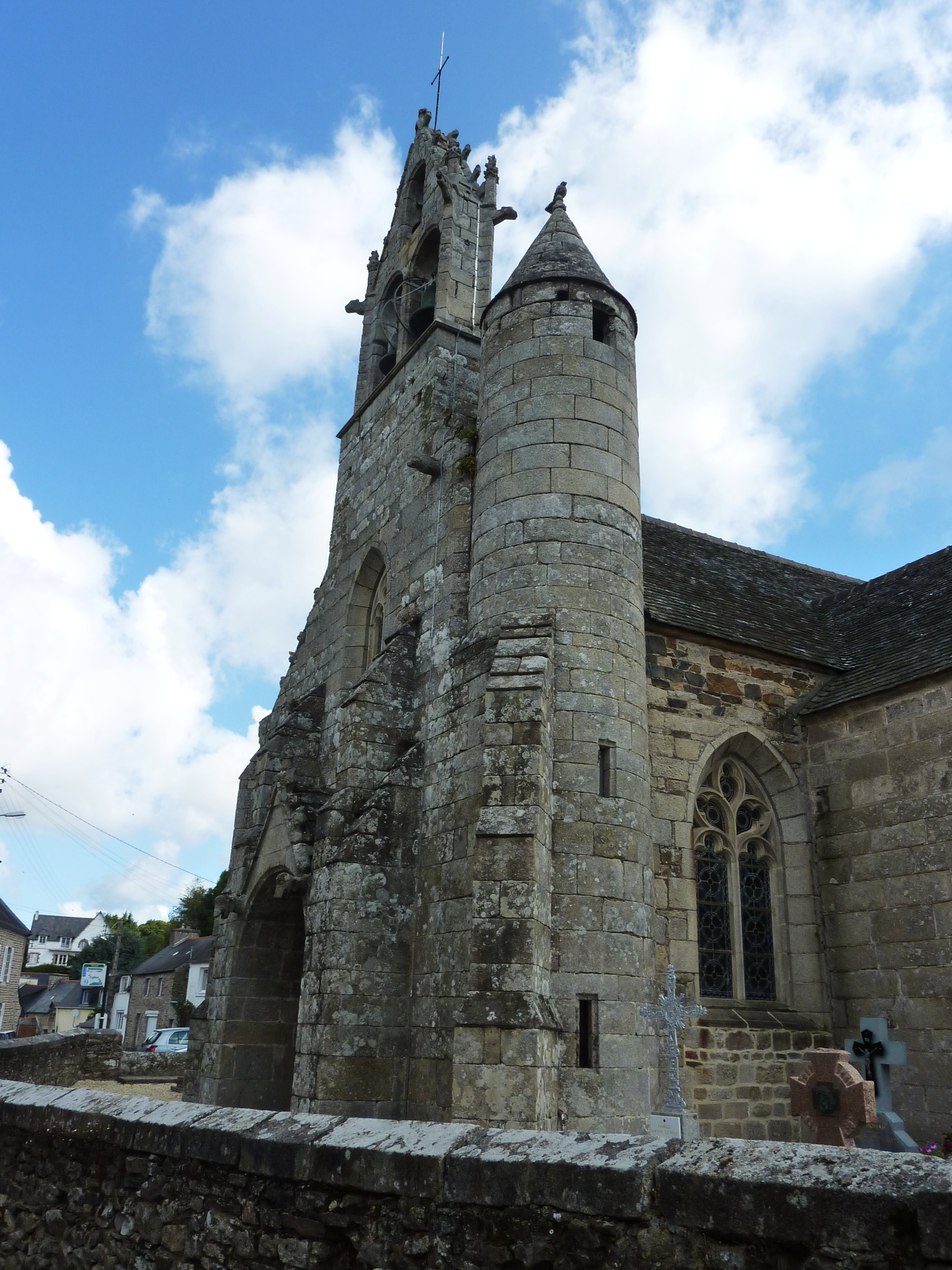
Le clocher-mur.
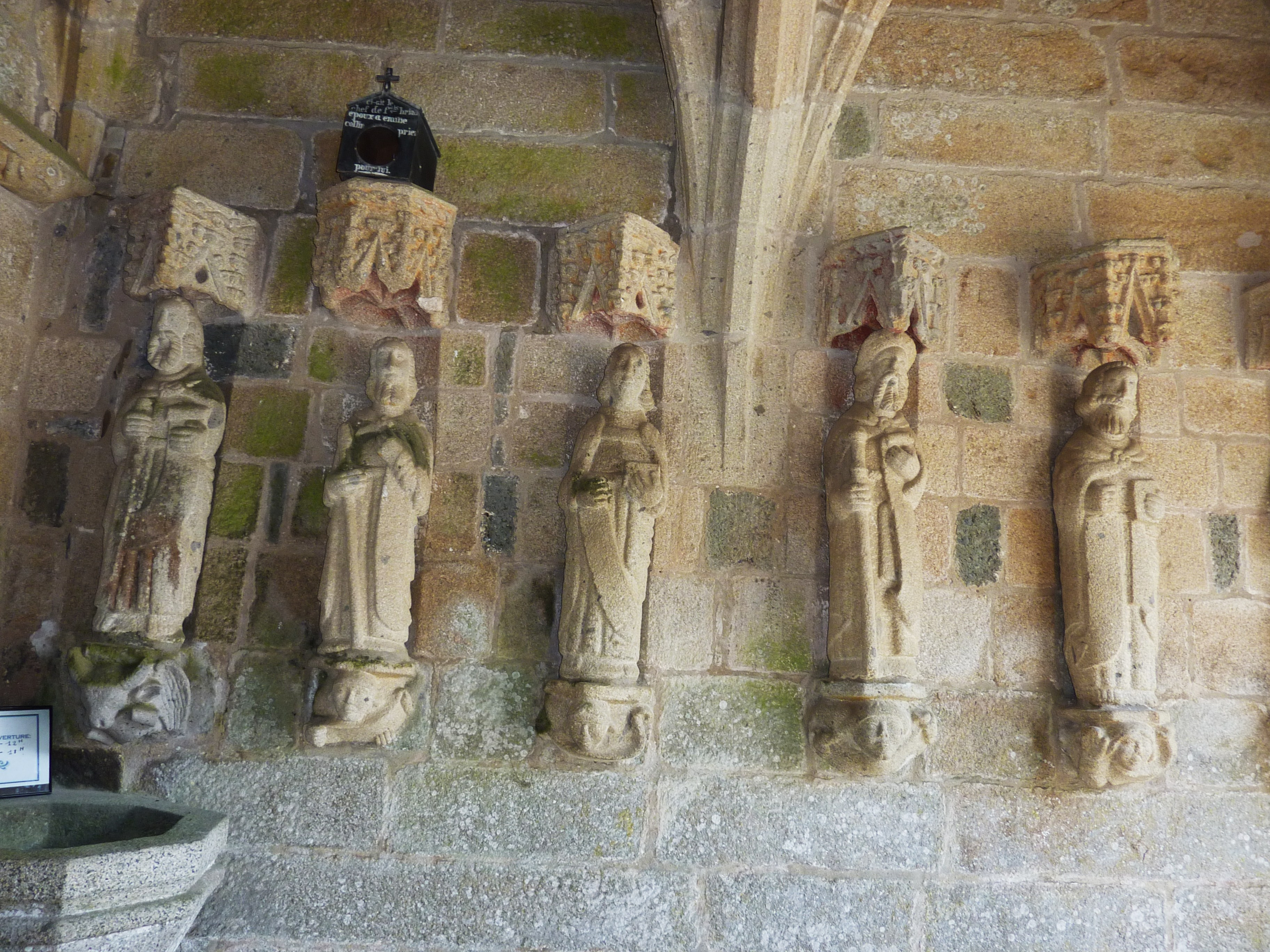
Six statues du porche.
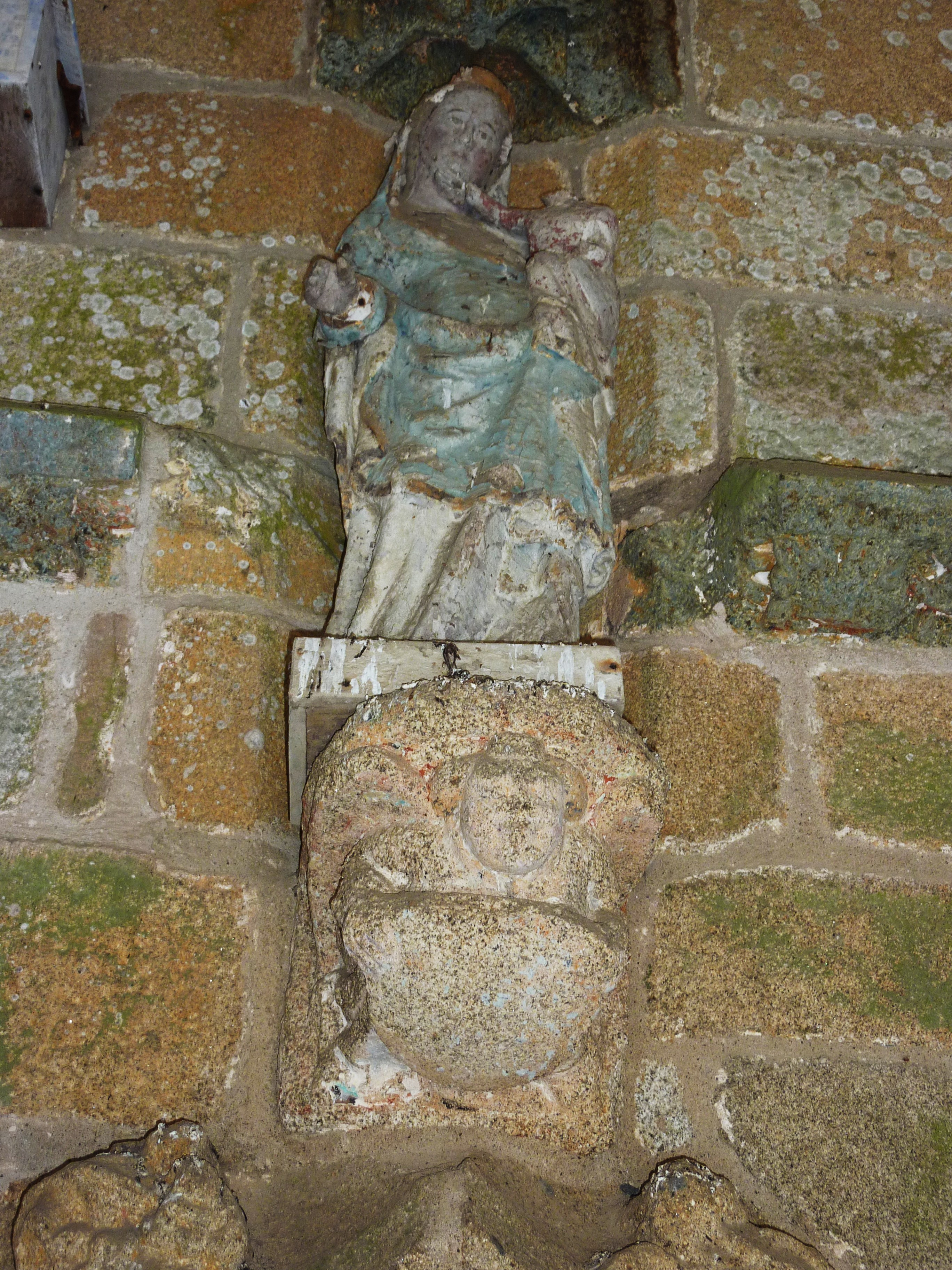
Vierge à l'Enfant du porche sud.
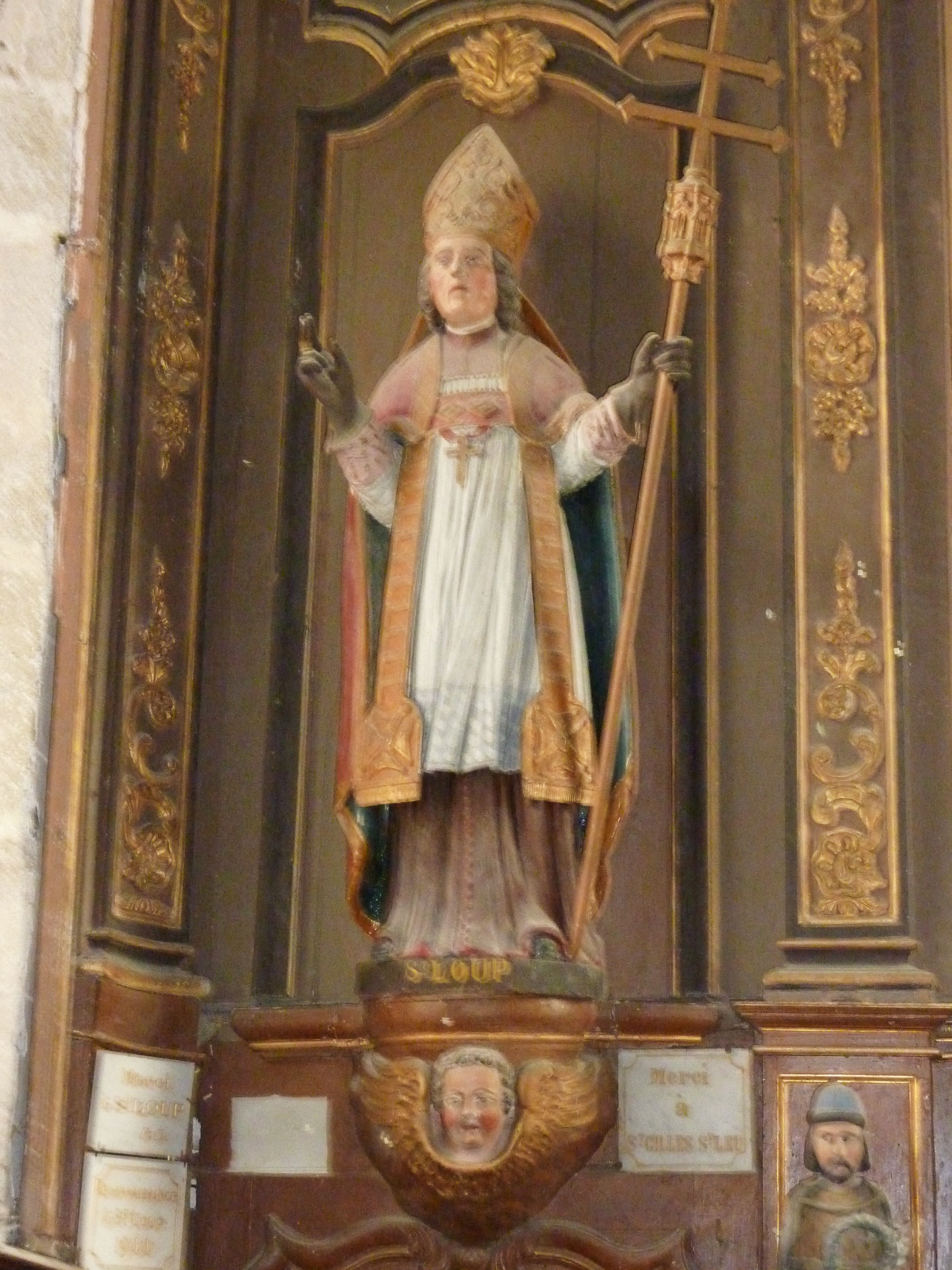
Statue de saint Loup.

- Manoir de la Noë Verte, XVe siècle, extérieur visitable de Pâques à la Toussaint  Inscrit MH (2009)[28]. Au XVe siècle, il est la possession des Pinart, receveurs de Guingamp et de Morlaix[29].
- Colombier du manoir de la Noë Verte.
- Moulin à farine dit moulin Marec, actuellement maison, proche de la D54[30].

## Personnalités liées à la commune
- Famille de Lannion.
- Joseph-Guy Ropartz (1864-1955), compositeur et chef d'orchestre, a vécu et est mort au château de Lanloup.